# Disco Hauz
Disco Hauz è un album di Leone Di Lernia uscito nel 1993. L'album è suddiviso in 10 brani.

## Tracce
1. All that she wants (Cumbà Giuan) - 2:25 (Joker-Buddha)
2. It's gonna be a lovely day (Davide) - 4:02 (Bill Withers)
3. Love 'n' peace (Mo' le pigli) - 3:40 (O. Menardi-P. Landro)
4. Would I lie to you? (Nanz e reit) - 4:25 (M. Leeson-P. Vale)
5. Hauz - 3:43 (L. Di Lernia-D. Ceglie)
6. Informer (Ho fame) - 4:15 (D. O'Brien-S. Moltke-E. Leary)
7. Samba reggae (Bevi stu chinotto-to) - 4:24 (Jimmy Cliff)
8. Rhytm is a dancer (Tu si pazze) - 4:30 (B. Benitez-J. "Virgo" Garrett)
9. Dur, dur d'être bébé (Giù giù trovi a Beppe) - 4:25 (P. Clerget-A. Maratrat-F. Taieb)
10. I can make it (Aspettando Rita) - 3:13 (G. Brachini-G. Gallina-H. Serra)